# العروسي الميزوري
السيد العروسي الميزوري هو وزير الشؤون الدينية في حكومة الوحدة الوطنية التونسية منذ 17 يناير 2011.
ولد في 6 مايو 1950 بمعتمدية قربة[ ؟ ] من ولاية نابل في تونس.
زاول تعليمه الابتدائي بمعتمدية قربة وتعليمه الثانوي بنابل وتونس.
وفي سنة 1980 تحصل على شهادة الأستاذية في أصول الدين[ ؟ ] من جامعة الزيتونة. ثم انتقل إلى فرنسا لمواصلة تعليمه العالي حيث حصل بجامعة السوربون على دبلوم البحوث المعمقة في التاريخ الحديث والمعاصر ومناهج إسلامية في أكتوبر 1982، ثم على دكتوراه الحلقة الثالثة في نوفمبر 1986 وفي جويلية 1995 تحصل السيد العروسي الميزوري على دكتوراه دولة من جامعة الزيتونة بتونس.
عين يوم الإثنين 17 يناير 2011 وزيراً للشؤون الدينية في حكومة الوحدة الوطنية التونسية، واستمر إلى 21 ديسمبر 2011.
وهو متمكن من عديد اللغات الأجنبية. ويذكر أنه عرب العديد من البحوث العلمية من اللغتين الفرنسية والإيطالية. كما شارك في عديد من المؤتمرات الوطنية والدولية. درس في بداية حياته المهنية بالتعليم الثانوي والعالي ثم التحق بالوكالة التونسية للتعاون الفني منذ 1996 إلى سنة 2003. وشغل منصب مدير المعهد العالي لأصول الدين بتونس منذ سنة 2005
.